# Gentianothamnus madagascariensis
Gentianothamnus madagascariensis là một loài thực vật có hoa trong họ Long đởm. Loài này được Humbert mô tả khoa học đầu tiên năm 1937 publ. 1938.